# Liste von Käsesorten aus Österreich
Diese Liste enthält Käsesorten aus Österreich.

## Liste
| Herkunftsbezeichnung                 | Region                                                              | Milch von:    | g.U. | Typ                                           | Abbildung |
| ------------------------------------ | ------------------------------------------------------------------- | ------------- | ---- | --------------------------------------------- | --------- |
| Gailtaler Almkäse                    | Gailtaler Almen                                                     | Kuh und Ziege | g.U. | Hartkäse                                      |           |
| Glundner Käse                        | Kärnten                                                             | Kuhmilch      |      | Sauermilchkäse                                |           |
| Mondseer                             | Oberösterreich, Salzburgerland                                      | Kuh           |      | Rotschmierkäse                                |           |
| Montafoner Sauerkäse                 | Vorarlberg                                                          | Kuh           |      | Sauermilchkäse                                |           |
| Mostviertler Schofkas                | Mostviertel                                                         | Schaf         |      | Frischkäse                                    |           |
| Pinzgauer Bierkäse                   | Pinzgau                                                             | Kuh           |      | magerer Schnittkäse                           |           |
| Räßkäse                              | Vorarlberg                                                          | Kuh           |      | Halbfester Hartkäse (Schnittkäse)             |           |
| Schlierbacher Schlosskäse            | Schlierbach                                                         | Kuh           |      | Rotschmierkäse                                |           |
| Murtaler Steirerkäse                 | Murtal                                                              | Kuh           |      | Sauermilchkäse                                |           |
| Ennstaler Steirerkäse                | Ennstal                                                             | Kuh           |      | Sauermilchkäse                                |           |
| Tennengauer Almkäse                  | Tennengau                                                           | Kuh           |      | halbfester Hartkäse (Schnittkäse)             |           |
| Tiroler Almkäse oder Tiroler Alpkäse | Nord- und Osttirol                                                  | Kuh           | g.U. | halbfester Hartkäse (Schnittkäse)             |           |
| Tiroler Bergkäse                     | Nord- und Osttirol                                                  | Kuh           | g.U. | Hartkäse                                      |           |
| Tiroler Graukäse                     | Nord- und Osttirol                                                  | Kuh           | g.U. | Sauermilchkäse                                |           |
| Vorarlberger Bergkäse                | Bregenzerwald, Kleinwalsertal, Großwalsertal, Leiblachtal, Rheintal | Kuh           | g.U. | Hartkäse                                      |           |
| Waldviertler Selchkas                |                                                                     | Schafskäse    |      | halbfester Hartkäse (Schnittkäse, geräuchert) |           |